# Flaga Islandii
Flaga Islandii – jeden z symboli państwowych Republiki Islandii.

## Wygląd i symbolika
Flaga Islandii jest niebieskim prostokątem z dwoma nałożonymi na siebie krzyżami: białym i czerwonym.
Niebieski i biały to tradycyjne kolory Islandii, zwłaszcza kolor niebieski uważany jest przez Islandczyków za barwę narodową. Matthias Thordarson, który zaprojektował wzór flagi, kolor niebieski objaśniał związkiem z górami Islandii, a biały z pokrywającym je śniegiem. Czerwień nawiązywała do ognia, wydobywającego się z wnętrza wielu czynnych na wyspie wulkanów.
Dodanie czerwonego krzyża podkreślać miało związki Islandii z Norwegią, skąd przybyli pierwsi średniowieczni osadnicy na Islandię i z którą Islandczycy najbardziej się czują związani kulturowo.

## Kolory
Flaga Islandii ma dwa warianty kolorystyczne - jeden używany dla flag tekstylny, a drugi dla flag wyświetlanych cyfrowo.
Kolorystyka flag tekstylnych została ustanowiona w 1991 roku i opiera się na standardzie SCOTDIC, natomiast kolorystyka flag cyfrowych została uchwalona 10 maja 2016 roku i zawiera wytyczne dla 5 schematów: RGB, Hex, CMYK, Pantone oraz Avery.
| Kolorystyka flag tekstylnych | Kolorystyka flag tekstylnych | Kolorystyka flag tekstylnych | Kolorystyka flag tekstylnych |
| Standard                     | Niebieski                    | Biały                        | Czerwony                     |
| ---------------------------- | ---------------------------- | ---------------------------- | ---------------------------- |
| SCOTDIC                      | 693009                       | 95                           | ICELAND FLAG RED             |

| Kolorystyka flag cyfrowych | Kolorystyka flag cyfrowych | Kolorystyka flag cyfrowych | Kolorystyka flag cyfrowych |
| Standard                   | Niebieski                  | Biały                      | Czerwony                   |
| -------------------------- | -------------------------- | -------------------------- | -------------------------- |
| Pantone                    | 287                        | 1c                         | 199                        |
| CMYK                       | 100, 75, 2, 18             | 0, 0, 0, 0                 | 0, 100, 72, 0              |
| RGB                        | 2, 82, 156                 | 255, 255, 255              | 220, 30, 53                |
| Hex                        | #02529C                    | #FFFFFF                    | #DC1E35                    |
| Avery                      | 520                        | 501                        | 503                        |

## Historia
Islandia do 1915 roku używała flagi Danii, pod której panowaniem się znajdowała. Ponieważ z początkiem XX wieku w kraju zaczęła pojawiać się niezależna flaga – biały krzyż na niebieskim tle, przypominająca flagę grecką, królewskim dekretem z 1913 roku przyjęto, iż Islandia ma prawo do własnej flagi, ale jedynie na terenie kraju oraz na wodach przybrzeżnych. Ponadto flaga, której projekt zlecono opracować, nie mogła być podobna do używanych przez inne kraje. Dopiero po dwóch latach przyjęto nowy wzór, którego projektodawcą był Matthías Þórðarson. Podobnie jak flagi innych krajów skandynawskich, flaga Islandii wywodzi się z flagi duńskiej i opiera się na motywie krzyża skandynawskiego.
Ostatecznie flagę zatwierdzono w 1918 roku, kiedy Islandia uzyskała niepodległość, stając się królestwem w unii personalnej z Danią. W 1944 roku zmieniono odcień błękitu z wcześniejszego jaśniejszego na obecny. 

Nieoficjalna flaga Islandii 1897–1915
Flaga Islandii 1915–1944

## Konstrukcja i wymiary
Niebieski prostokąt z nałożonymi na siebie krzyżami w kolorach białym i czerwonym, o proporcjach boków 18:25 (7-1-2-1-7:7-1-2-1-14).